# Gaoxin (socken i Kina, Shandong)
Gaoxin (kinesiska: 高新街道, 高新) är en socken i Kina. Den ligger i provinsen Shandong, i den östra delen av landet, omkring 77 kilometer öster om provinshuvudstaden Jinan. Antalet invånare är 98 549. Befolkningen består av 46 390 kvinnor och 52 159 män. Barn under 15 år utgör 14,0 %, vuxna 15-64 år 81 %, och äldre över 65 år 4,0 %.
Genomsnittlig årsnederbörd är 818 millimeter. Den regnigaste månaden är juli, med i genomsnitt 300 mm nederbörd, och den torraste är januari, med 6 mm nederbörd.